# Гест, Айвор
Айвор Форбс Гест (англ. Ivor Forbes Guest; 14 апреля 1920 — 30 марта 2018 года) — британский историк и писатель, специалист в области истории балета. Был председателем Королевской академии танца в течение двадцати трёх лет (1970—1993), а с 1993 года был её вице-президентом, а также секретарём и попечителем Фонда Рэдклиффа.
Он был женат на Энн Хатчинсон Гест, основательнице Центра языка танца. Сам он был попечителем этой организации.

## Биография
Айвор Гест родился 14 апреля 1920 года в Чизлхерсте, Кент, Англия. Отец Геста, Сесил Мармадьюк Гест, служил лейтенантом в Шотландском Трансваальском полком во время Первой мировой войны. В ходе войны он получил звание капитана, служил с южноафриканскими шотландцами во Франции, где был отравлен во время газовой атаки. Признанный непригодным к дальнейшей службе, он остался в Англии. Женился на матери Айвора, Кристиане Форбс-Твиди 30 июля 1918 года.

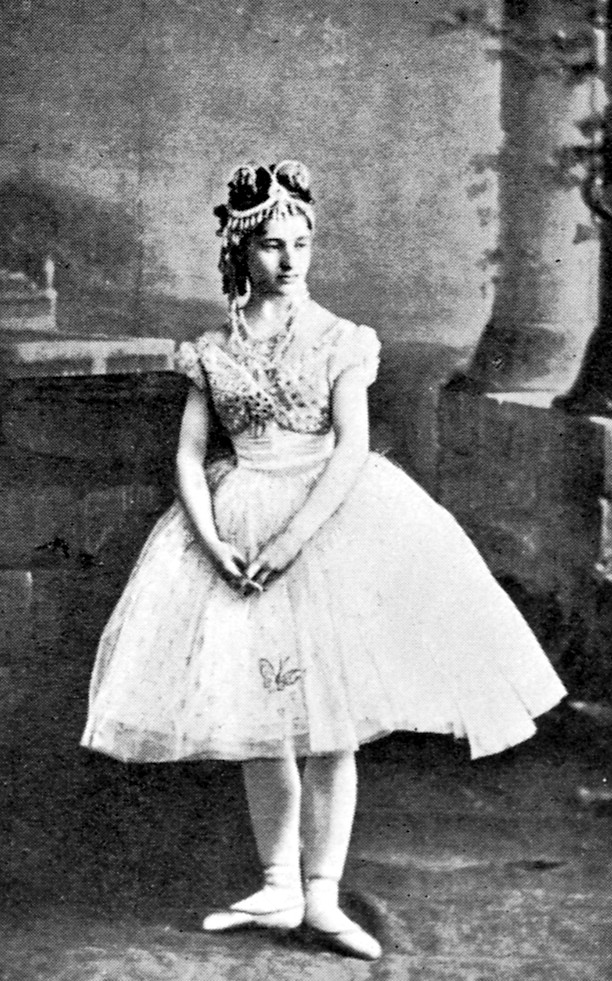
Фотография балерины Джузеппины Боззачи (1853—1870) в образе Сванильды в балете «Коппелия». Париж, Франция, 1870 год, воспроизведено в сочинении Геста «The Ballet of the Second Empire».

Первая книга Геста, «Napoleon III in England» (1952), была написана им по причине его интереса к Наполеону III, который пребывал в изгнании в Англии в родном городе Геста. Затем, несмотря на успешную карьеру юриста, Гест в свободное время начал заниматься изучением балета Второй империи. Он работал в архивах Библиотеки оперы в Париже, выпустив два тома на эту тему под названием «The Ballet of the Second Empire». (1953, 1955).
Гест умер в Лондоне 30 марта 2018 года, за две недели до своего 98-летия.

## Признание
С 1997 года — почётный доктор Университета Суррея. В 2000 году он был удостоен Ордена Искусств и литературы.

## Публикации
Гест писал прежде всего на тему истории парижского балета и в частности Парижской национальной оперы с 1770 по 1870 год. Он также вёл хронику международной карьеры некоторых звезд балета.

### Балет
- The Ballet of the Second Empire, A. and C. Black (1953) ASIN B0007ITA5G
- Fanny Cerrito: Life of a Romantic Ballerina, London: Phoenix House, (1956)
- Victorian ballet-girl,: The tragic story of Clara Webster, A. and C. Black (1957), 136 pages ASIN B0006AVBAM
- Adeline Genée: a lifetime of ballet under six reigns; based on the personal reminiscences of Dame Adeline Genée-Isitt, D.B.E., A. and C. Black, 1958, 207 pages
- The Alhambra ballet, Dance Perspectives, inc., 1959, 72 pages
- The Dancer’s Heritage: A Short History of Ballet, Adam & Charles Black; First Edition & First Printing edition (1 Jan 1960), ISBN 0-900327-04-9
- La fille mal gardée, Dancing Times, 1960, 71 pages
- Dandies and dancers, Dance Perspectives Foundation, 1969, 49 pages
- Fanny Elssler, A & C Black Publishers Ltd (28 May 1970), 284 pages ISBN 0-7136-1061-1
- Romantic Ballet in England, Pitman Publishing; 2nd Revised edition (27 June 1972), 195 pages ISBN 0-273-36120-1
- Letters from a Ballet Master: The Correspondence of Arthur Saint-Léon (1981), 158 pages ISBN 978-0-87127-123-5
- Adventures of a Ballet Historian, Dance Horizons; 1st edition (28 March 1983), 131 pages ISBN 0-903102-69-2
- Jules Perrot, Princeton Book Company Publishers (December 1984), 383 pages ISBN 0-87127-140-0
- Ballet in Leicester Square: The Alhambra and the Empire 1860—1915, Dance Books (May 1992), 192 pages ISBN 1-85273-034-X
- The Ballet of the Enlightenment: The Establishment of the Ballet D’Action in France, 1770—1793, Princeton Book Company Publishers (February 1997), 456 pages ISBN 1-85273-049-8
- Ballet Under Napoleon, Dance Horizons (May 2002), 584 pages ISBN 1-85273-082-X
- The Paris Opera Ballet, Princeton Book Co Pub (30 April 2006), 160 pages ISBN 1-85273-109-5
- The Romantic Ballet in Paris, Dance Books Ltd (1 February 2008), 472 pages ISBN 1-85273-119-2
- The Divine Virginia: Biography of Virginia Zucchi, Dance Books (10 July 2008), 204 pages ISBN 0-8247-6492-7
- Guest, Ivor (1954). Sylvia: From Mérante to Ashton. The Ballet Annual. 8 (1954): 67–72.
- Guest, Ivor (1977). "La Fille mal gardée": New Light on the Original Production. Dance Chronicle. 1 (1). Taylor & Francis, Ltd.: 3–7. doi:10.1080/01472527708568702.
- Guest, Ivor (1978). Letters: Ballet in Early Nineteenth-Century London as Seen by Leigh Hunt and Henry Robertson. Dance Chronicle. 2 (2). Taylor & Francis, Ltd.: 157. doi:10.1080/01472527808568728.
- Guest, Ivor (Spring 1983). Cesare Pugni: A Plea for Justice. Dance Research: The Journal of the Society for Dance Research. 1 (1). Edinburgh University Press: 30–38. doi:10.2307/1290799. JSTOR 1290799.
- Guest, Ivor (Summer 1984). Archives of the Dance: The Library and the Archives of the Paris Opéra: The Opéra Preserved. Dance Research: The Journal of the Society for Dance Research. 2 (2). Edinburgh University Press: 68–76. doi:10.2307/1290636. JSTOR 1290636.
- Guest, Ivor (1987). Théophile Gautier on Spanish Dancing. Dance Chronicle. 10 (1). Taylor & Francis, Ltd.: 1–104. doi:10.1080/01472528608568938.
- Guest, Ivor (1995). Letters from London: Guimard's Farewell to the Stage. Dance Chronicle. 18 (2). Taylor & Francis, Ltd.: 207–215. doi:10.1080/01472529508569197.
- Guest, Ivor (Summer 2003). "Le Bal Masqué:" A Project for a Carnival Ballet by Pierre Gardel. Dance Research: The Journal of the Society for Dance Research. 21 (1). Edinburgh University Press: 27–41.

### Прочие сочинения
- Napoleon III in England, London, British Technical and General Press; 1st Edition. edition (1 Jan 1952), 212 pages ASIN B0006DASOE
- Dr. John Radcliffe and his Trust, Radcliffe Trust, 1991, 595 pages ISBN 0-9502482-1-5